# Den stora klyvningen
Den Stora Klyvningen är en roman av Herbert Tyus, utgiven av Bonniers 1969. Tyus har kallats för den första afrosvenska författaren.
Romanen handlar om en ung amerikan som till slut frigör sig från ett nedbrytande förhållande i Göteborg på 1960-talet. Boken har 148 sidor och består av tre delar. Kapitlen är onumrerade och boken innehåller inga styckeindelningar eller repliksmarkörer. Tidslinjen är kronologisk och scener hoppar framåt utan övergångar.
Utanför Sverige har boken uppmärksammats i journalen Scandinavian studies av Jay Lutz vid Oglethorpe University, USA.

## Handling
Del ett: Benjamin Adams 19, från Ohio, USA, börjar på ett personalkök i Göteborg. När han säger upp sig bjuder hans chef Ingrid Hansson hem honom på middag. Senare hämtar Ingrid och sin make Lars-Erik upp Benjamin och han flyttar in hos dem.
Ingrid lagar all Benjamins mat, brer hans smörgåsar, bäddar hans säng, tvättar hans kläder, ringer och väcker honom varje morgon. Hon tilltalar sig själv som hans mamma (s. 46.). Benjamin börjar i köket igen, säger upp sig och söker ett nytt boende. Ingrid föreslår att han borde börja läsa franska på universitetet.
Del två: Ingrid och Lars-Erik flyttar ut till sin sommarstuga. Trots att Benjamin börjat jobba på Tobaksaktiebolaget sätter paret in tusen kronor på hans bankkonto och lovar att stå för alla hans utgifter (s. 66). Paret, som har en egen son heter Tommy som brutit med familjen, behandlar Benjamin som deras son: ”När Lars-Erik kommer till stan hälsar han alltid från mamma, inte från Ingrid och han talar om sig själv som pappa …” (s. 66). Staffan, en kompis på jobbet, tolkar Benjamins förhållande med Ingrid som ett fall av ”skuldkomplex … de tycker synd om dig” på grund av Benjamins hudfärg, säger Staffan (s. 71).
På en fest i Oslo träffar Benjamin Aase, en flygvärdinna som han senare inleder ett komplicerat förhållande med. I Göteborg festar Benjamin och firar midsommar på landet med Ingrid och Lars-Erik och efteråt tar Ingrid hans hand och frågor honom om han trivs hos dem – Benjamin ljuger och svarar ja. Därhemma går Ingrid i smyg igenom hans lådor och verkar läsa hans brev. Han vill flytta: ”Jag ska snart gå ifrån dig, Ingrid, moder-älskarinna-härskarinna-fiende belastad med dina skulder” (s. 84.). 
Benjamin börjar plugga franska på universitetet och kommer in i ett kompisgäng. Därhemma bryter Ingrid ner hans självförtroende: ”… känner du dig förnedrad för att någon måste hjälpa dig, men du kan inte hjälpa dig själv, det måste du förstå, du kan inte göra det här själv och du får inte känna dig förnedrad, för att vi gärna vill hjälpa dig” (s. 95).
Del tre: Benjamin undviker Ingrid och Lars-Erik, som han fortfarande bor hos, och hans kurskamrater. Han träffar Aase på ett hotell i Göteborg och hon försvarar honom inför den rasistiska hotellpersonalen. De hamnar i sängen tillsammans, innan hon berättar att hon har någon i Paris som också är amerikan och också ”färgad” (s. 120). Aase flyttar till Paris och Benjamin väntar otåligt på att hon ska höra av sig. Till slut skriver hon ett brev på norska där hon förklarar att de inte kan vara ihop p.g.a. sitt andra förhållande. Benjamin slutar plugga men tar ändå studielån. Han träffar Aase i Köpenhamn och han som hittills varit passiv tar nu hand om henne. Han verkar misstänka att Aase blir misshandlad av sin pojkvän (s. 141). 
Benjamin får Staffans gamla lägenhet. Aase hjälper honom städa den och kallar Benjamin självisk, som ändå fortsätter sova och äta gratis hos Ingrid och Lars-Erik (s. 141). Till slut ber Ingrid Benjamin flytta, ett beslut som hon, i ett avskedsbrev, verkar ångra. Romanen slutar med att Benjamin får 21 röda rosor på sin 21-årsdag, förmodligen av Ingrid.

## Bakgrund
Victor Herbert Tyus (1941–1986) bodde i Sverige under Vietnamkriget, då uppskattningsvis 1 000 amerikanska krigsvägrare och desertörer sökte fristad i landet. Bokens baksida beskriver Tyus som ”en svart amerikan sedan några år bosatt i Sverige ... ”Den stora klyvningen” är hans debutroman, skriven direkt på svenska.” Benjamin Adams röst flödar fritt i en berättelse där små språkfel och amerikanismer bidrar till känslan av autencitet.

## Mottagande
Boken recenserades bland annat i Dagens Nyheter, där recensenten skrev att romanen kan läsas som en studie i överbeskyddandets och skuldkomplexets psykologi. Det gifta paret Ingrid och Lars-Erik som ser till att huvudpersonen Benjamin Adams kommer bort från ett förslummat ungkarlshotell har en översvallande generositet och välvilja som dock uppfattas som kuvande och frihetsinskränkande. 
Författaren Tyus beskrivs som en driven iakttagare både vad det gäller miljöer och människor, med ett oromantiskt berättande utan insmickrande inslag.

## Utgåva
- Tyus, Victor Herbert (1969). Den stora klyvningen: roman. Stockholm: Bonnier. Libris 1989720